# Gare de Candelo
La gare de Candelo (en italien, Stazione di Candelo) est une gare ferroviaire italienne de la ligne de Santhià à Biella, située sur le territoire de la ville de Candelo, dans la province de Biella en région du Piémont.
C'est une gare voyageurs de Rete ferroviaria italiana (RFI) desservie par des trains régionaux (R) Trenitalia.

## Situation ferroviaire
Établie à environ 348 mètres d'altitude, la gare de Salussola est située au point kilométrique (PK) 23,789 de la ligne de Santhià à Biella (voie unique), entre les gares ouvertes de Sandigliano et de Biella-San-Paolo.

## Histoire
La gare a été mise en service le 8 septembre 1856.
Le 10 juillet 1951, en avance de la date limite du contrat avec le Societè Strade Ferrate di Biella (SFB), la gare et toute la ligne passent sous la direction Ferrovie dello Stato.
À partir de l'an 2000 la direction de la gare passe sous la gestion de la Rete ferroviaria italiana, et est classée dans la catégorie « Bronze ».

## Service des voyageurs

### Accueil
La gare voyageurs RFI, classée bronze, elle dispose d'un bâtiment voyageurs non accessible au public. Elle est équipée d'automates pour l'achat de titres de transport.

### Desserte
Candelo est desservie par des trains régionaux (R) Trenitalia reliant les Santhià et de Biella-San-Paolo.

Installations et desserte
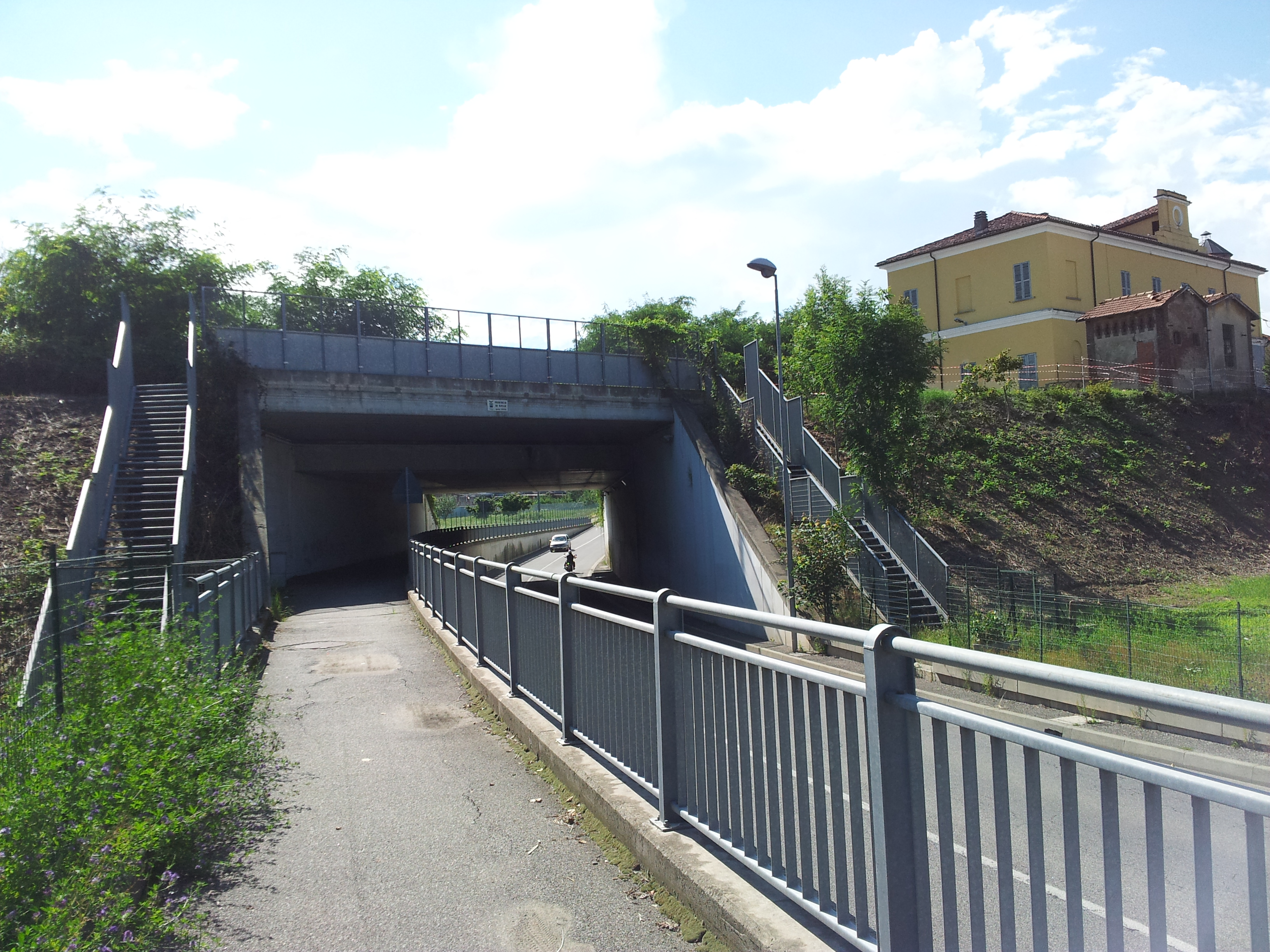
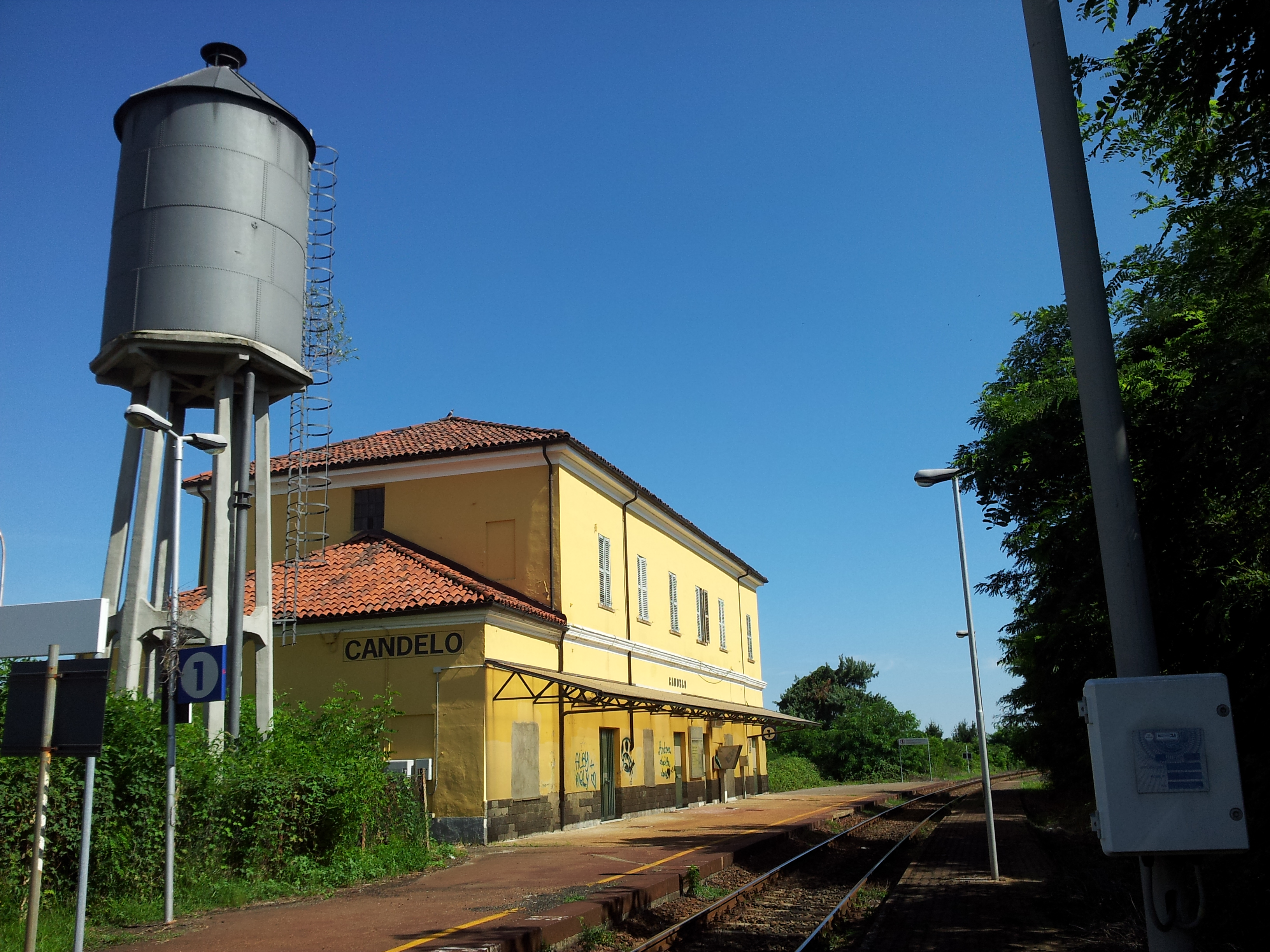
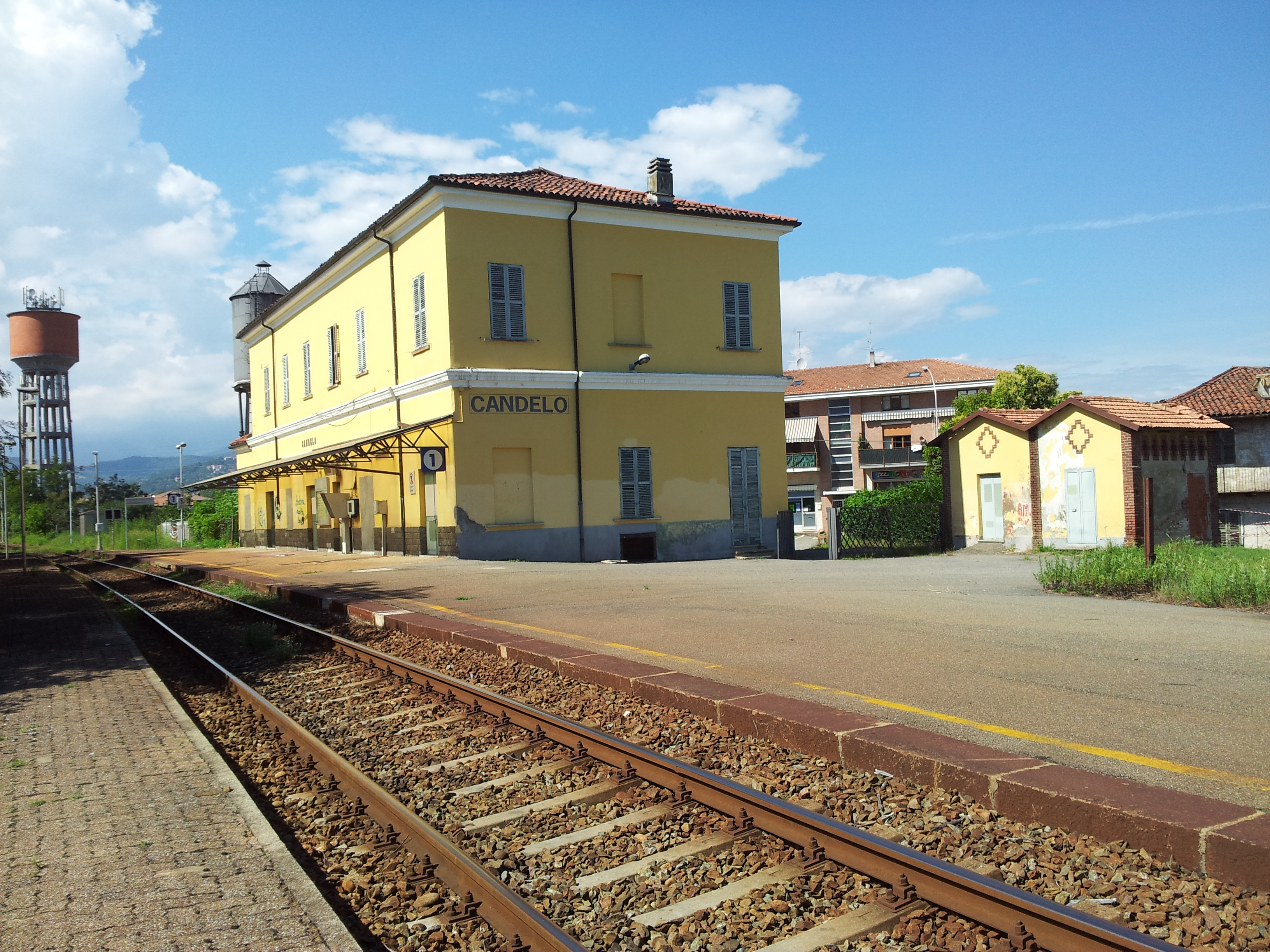
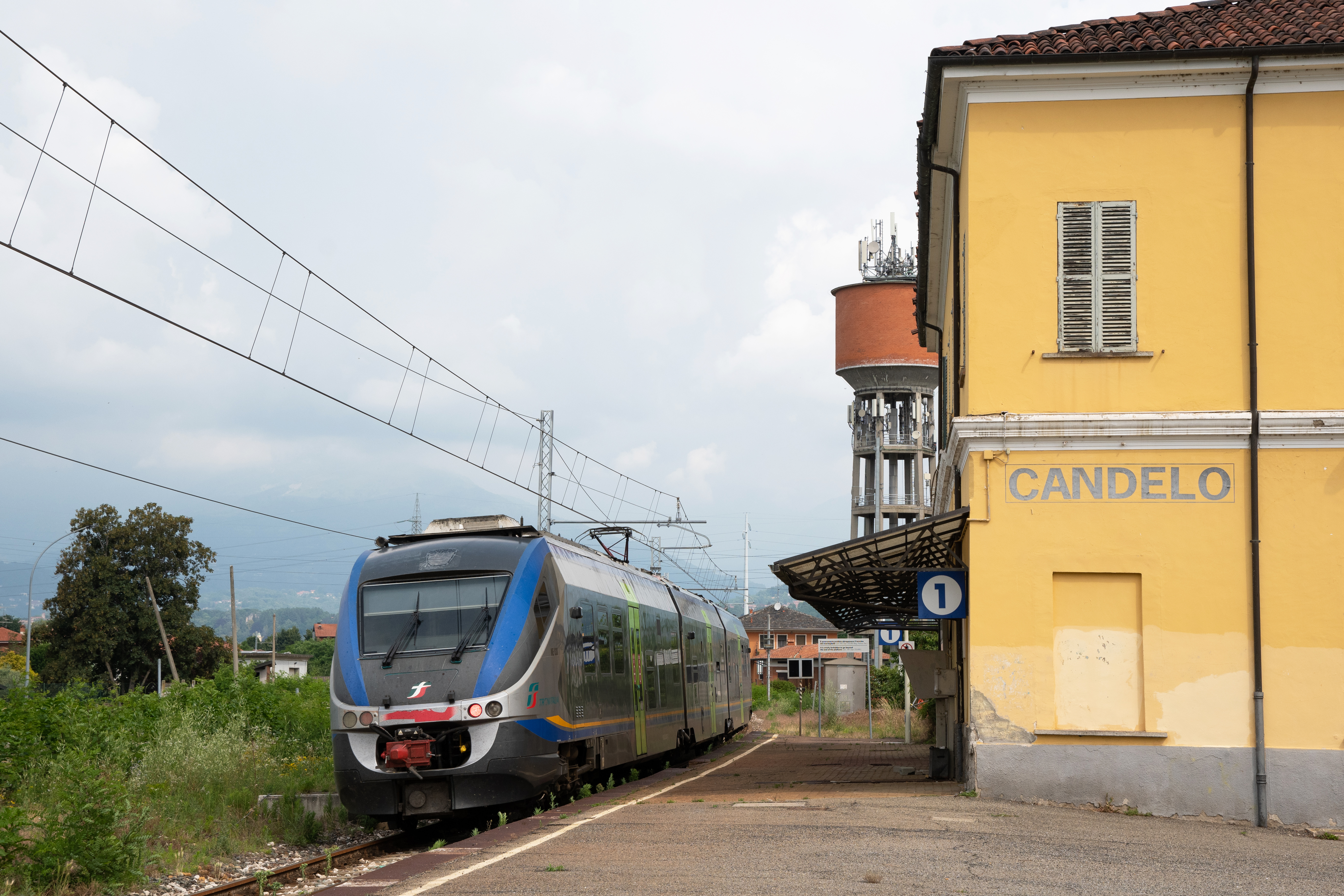